# Doppelherz
Doppelherz (ou Doppleherz) est un film de court-métrage de Marilyn Manson et Nicole McDonald sorti en 2003 en DVD bonus sur la version collector de l'album The Golden Age of Grotesque. Il s'agit de la quatrième vidéo officielle du groupe.

## Fiche technique
- Titre : Doppelherz
- Réalisation : Marilyn Manson et Nicole McDonald (non créditée)
- Décors : Gottfried Helnwein et Nicole McDonald
- Production : Marilyn Manson
- Images : Benjamin Palmer et Charles Koutris
- Musique originale : Marilyn Manson
- Montage : Benjamin Palmer
- Pays :  États-Unis
- Format : 1.85:1
- Durée : 25 minutes
- Dates de sortie : 13 mai 2003

## Distribution
- Dans leurs propres rôles :
  - Marilyn Manson
  - Madonna Wayne Gacy
  - John 5
  - Tim Sköld
  - Ginger Fish
  - Dita von Teese
  - Aria Giovanni
- Nicole McDonald Première sœur siamoise
- Amy Coulter Deuxième sœur siamoise
- Hugh Warner Marilyn Manson âgé